# 広島電鉄700形電車 (初代)

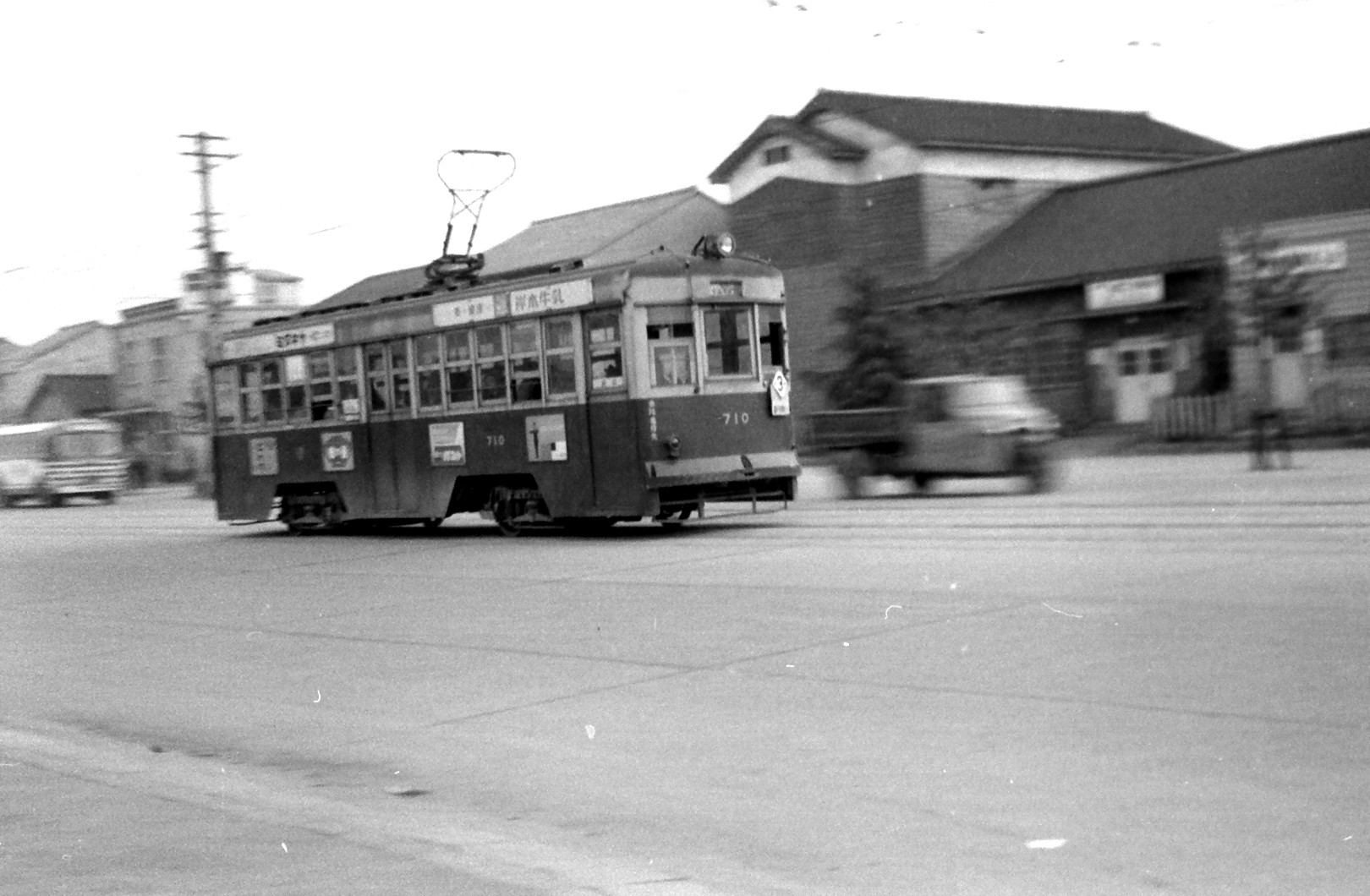
広島電鉄　710号　昭和38年4月　電鉄前ー御幸橋間

広島電鉄700形電車（ひろしまでんてつ700かたでんしゃ）は、1948年に広島電鉄で登場、以前在籍していた路面電車車両である。現在運用されている700形については、広島電鉄700形電車 (2代)を確認の事。
本項では、前身である500形電車についても併せて記述する。500形は広島市への原子爆弾投下で被災したことより被爆電車でもある。

## 概要
元・京王電気軌道（現在の京王電鉄）23形である木造高床式ボギー車の500形の台車をはじめとする主要機器を流用し、日立製作所笠戸工場で車体を新製して誕生した、機器流用車である。

## 500形時代

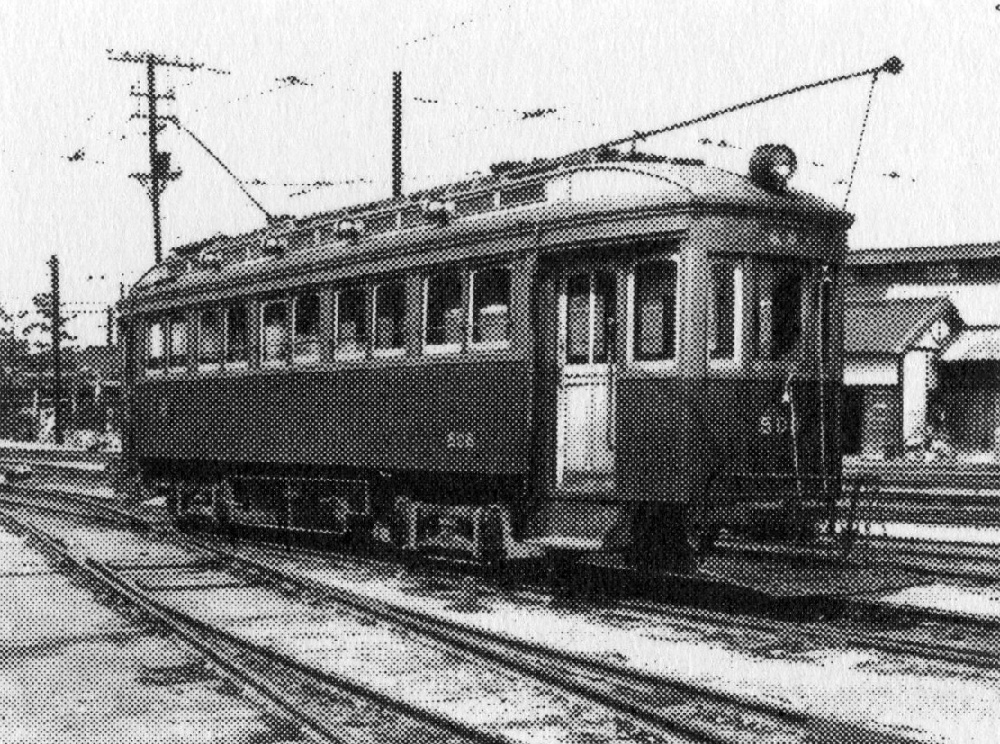
500形508号（1940年頃）

1938年11月に、京王電気軌道から23形を10両を購入。500 - 509号とされた。500号は後に510号に改番され501 - 510号に番号がそろえられた。300形に次ぐボギー車として、運用に充てられていた。
1945年8月6日には広島市内外において史上初の原子爆弾攻撃に遭遇した。木造車であったにもかかわらず、501 - 503号の3両は己斐車庫に、504号は桜土手引込線に、505 - 509号の5両は広電宮島口駅（当時の「電車宮島駅」）に、510号は広電五日市駅（当時の「電車五日市駅」）停泊していたので、己斐車庫に停泊していた501 - 503の3両が小破した以外は、後の車両は無被災だった。

### 原子爆弾による被害
| 車番 | 被災場所・状況             | 状態   | 復旧       | 備考                |
| 501  | 己斐車庫に停泊していた     | 小破   | 1945年12月 |                     |
| 502  | 己斐車庫に停泊していた     | 小破   | 1945年10月 |                     |
| 503  | 己斐車庫に停泊していた     | 小破   | 1945年9月  |                     |
| 504  | 桜土手引込線に停泊していた | 無被災 | -          | 復旧時に700形に改造 |
| 505  | 電車宮島駅に停泊していた   | 無被災 | 1947年9月  |                     |
| 506  | 電車宮島駅に停泊していた   | 無被災 | -          | 復旧時に700形に改造 |
| 507  | 電車宮島駅に停泊していた   | 無被災 | -          | 復旧時に700形に改造 |
| 508  | 電車宮島駅に停泊していた   | 無被災 | -          | 復旧時に700形に改造 |
| 509  | 電車宮島駅に停泊していた   | 無被災 | 1946年8月  |                     |
| 510  | 電車五日市駅に停泊していた | 無被災 | 1947年3月  |                     |

## 700形時代
1948年より1950年にかけて、650形に準じた12m級3扉車体を新造して500形全車から機器を供出、700形701 - 710となった。650形との差異は扉間の側窓数が、窓幅を縮小して5枚に増やされていることと、張り上げ屋根であることである。改造車の中には、500形での復旧を行わずに、直接700形に更新された車両も4両あった。
種車が背の高い東洋電機製造TDK-9Cを主電動機としていたため、台車は低床式に対応するJ.G.ブリル社製のBrill 76E1であるが、高床式となっている。
1972年に神戸市電からの譲受車の増備で4両が廃車された。残った6両は1975年にワンマン改造されたが、1900形の就役開始に伴い、1980年までに全車廃車された。

## 各車状況
| 車番 | 京王時代 車番 | 500形時 車番 | 京王での竣工 | 広電譲渡   | 700形更新  | ワンマン化竣工 | 所属車庫          | 備考                                   |
| 701  |               | 501          |              | 1938年11月 | 1948年11月 | 未実施         | 1972年3月31日廃車 |                                        |
| 702  |               | 504          |              | 1938年11月 | 1948年11月 | 未実施         | 1972年3月31日廃車 | ※                                      |
| 703  |               | 506          |              | 1938年11月 | 1948年11月 | 未実施         | 1972年3月31日廃車 | ※                                      |
| 704  |               | 507          |              | 1938年11月 | 1948年12月 | 1975年5月      | 1980年4月21日廃車 | ※                                      |
| 705  |               | 508          |              | 1938年11月 | 1948年12月 | 1975年5月      | 1979年7月20日廃車 | ※                                      |
| 706  |               | 502          |              | 1938年11月 | 1949年12月 | 1975年5月      | 1979年4月25日廃車 |                                        |
| 707  |               | 503          |              | 1938年11月 | 1949年12月 | 1975年5月      | 1980年5月8日廃車  | 1975年4月21日に701に改番               |
| 708  |               | 510          |              | 1938年11月 | 1949年12月 | 未実施         | 1972年3月31日廃車 | 500形として入線当初の車番は500号だった |
| 709  |               | 505          |              | 1938年11月 | 1950年5月  | 1975年5月      | 1979年4月25日廃車 | 1975年4月21日に702に改番               |
| 710  |               | 509          |              | 1938年11月 | 1950年5月  | 1975年5月      | 1979年7月20日廃車 | 1975年4月21日に703に改番               |

「※」が付いている車両については500形として戦災復旧されることなく直接700形に改造された。
700形のシートは木製だったが、709・710はシートがモケット張りだった。